# Ollauri
Ollauri es un municipio y localidad española de la comunidad autónoma de La Rioja. Se sitúa en la Rioja Alta y en la comarca de Haro. Situado en el noroeste de la provincia, cuenta con una población de 312 habitantes (INE 2024).

## Toponimia
El nombre de Ollauri, así como el de otros muchos pueblos en La Rioja, tiene base en el euskera primigenio. De esta menera, según el investigador Eduardo Aznar Martínez, vendría de ol(h)a  que significa “cabaña, chozo pastoril”, y (h)uri sufijo frecuente en la toponimia eúscara que tiene por significado “villa o lugar poblado”. De esta manera el significado completo del topónimo sería "villa de cabañas". Este nombre aparece documentado en varias citas medievales con diferente grafía como por ejemplo: Olauri en 1182, Olhauri en 1185 —esta última acaso la más próxima a la pronunciación primitiva—, Hollauri  en 1215, Olauri en 1257 o Hullauri 1488.

## Geografía
Integrado en la comarca de Rioja Alta, se sitúa a 42 kilómetros de Logroño. El término municipal está atravesado por la Autopista Vasco-Aragonesa (AP-48) y por la carretera nacional N-232 en el pK 447, además de por la carretera autonómica LR-207, que conecta con Rodezno y Gimileo, y por una carretera local que se dirige hacia Hormilla. El relieve del municipio es predominantemente llano, destacando alguna elevación, como el páramo Mendigüera (600 metros), en el límite oriental con Briones. La altitud oscila entre los 600 metros al este (páramo Mendigüera) y los 480 metros a orillas de un arroyo al norte. El pueblo se alza a 493 metros sobre el nivel del mar. 
| Noroeste: Haro    | Norte: Gimileo | Noreste: Gimileo |
| Oeste: Rodezno    |                | Este: Briones    |
| Suroeste: Rodezno | Sur: Rodezno   | Sureste: Briones |

## Historia

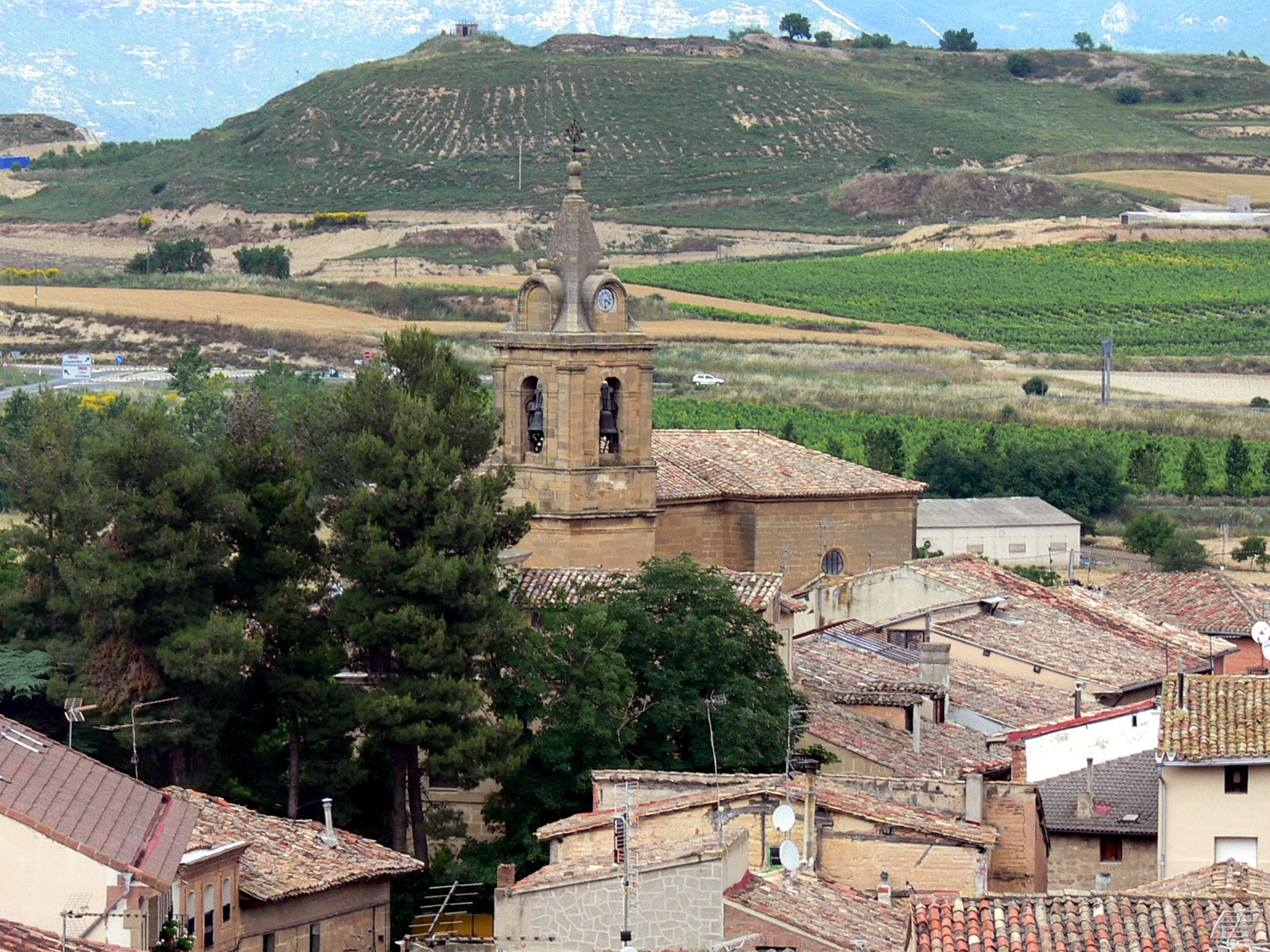
Vista de Ollauri

Un documento de 1343 la cita como "Ullauri", posible referencia al nombre del repoblador vasco, Ulla, que ocupó a mediados del siglo X una tierra fronteriza con los dominios árabes. Otros comentan que "Ollauri" vendría a significar "Villa de cabañas", o " de ferrerías" ("ola" es ferrería en euskera, mientras que "uri" viene de "hiri", es decir, ciudad).
Ollauri fue aldea de Briones hasta el siglo XVII, circunstancia que puede explicar la escasa documentación histórica referida específicamente a la villa. 
Como aldea de Briones, disfrutó del fuero concedido a esta localidad el 18 de enero de 1256 por Alfonso X el Sabio y del privilegio real cedido por Sancho IV en 1293. Perteneció al señorío de los Téllez Girón, duques de Osuna y condes de Ureña, quienes nombraban su alcalde ordinario.
En 1712, reinando en España el primer rey Borbón Felipe V, Ollauri se desligó de Briones y se constituyó en villa con Ayuntamiento propio.
En 1790 Ollauri fue uno de los municipios fundadores de la Real Sociedad Económica de La Rioja, la cual era una de las sociedades de amigos del país creadas en el siglo XVIII conforme a los ideales de la Ilustración.
Según el Diccionario geográfico-histórico de La Rioja o toda la provincia de Logroño y algunos pueblos de la de Burgos escrito por Ángel Casimiro de Govantes en 1846, Ollauri tenía entonces varias huertas regadas por el arroyo Zamaca, donde se cultivan frutas, verduras y algunas legumbres, siendo su principal cultivo el vino, pero también grano, lino y algunos olivos. También menciona que en el siglo XVI tenía 50 vecinos y 250 almas y a comienzos del XIX 160 vecinos y 779 almas.

## Geografía humana

### Demografía
Cuenta con una población de 312 habitantes (INE 2024).
| Gráfica de evolución demográfica de Ollauri entre 1842 y 2023                                                         |
| |
| Población de derecho según los censos de población del INE. Población de hecho según los censos de población del INE. |

## Administración
| Periodo   | Nombre                                                                      | Partido                 |
| --------- | --------------------------------------------------------------------------- | ----------------------- |

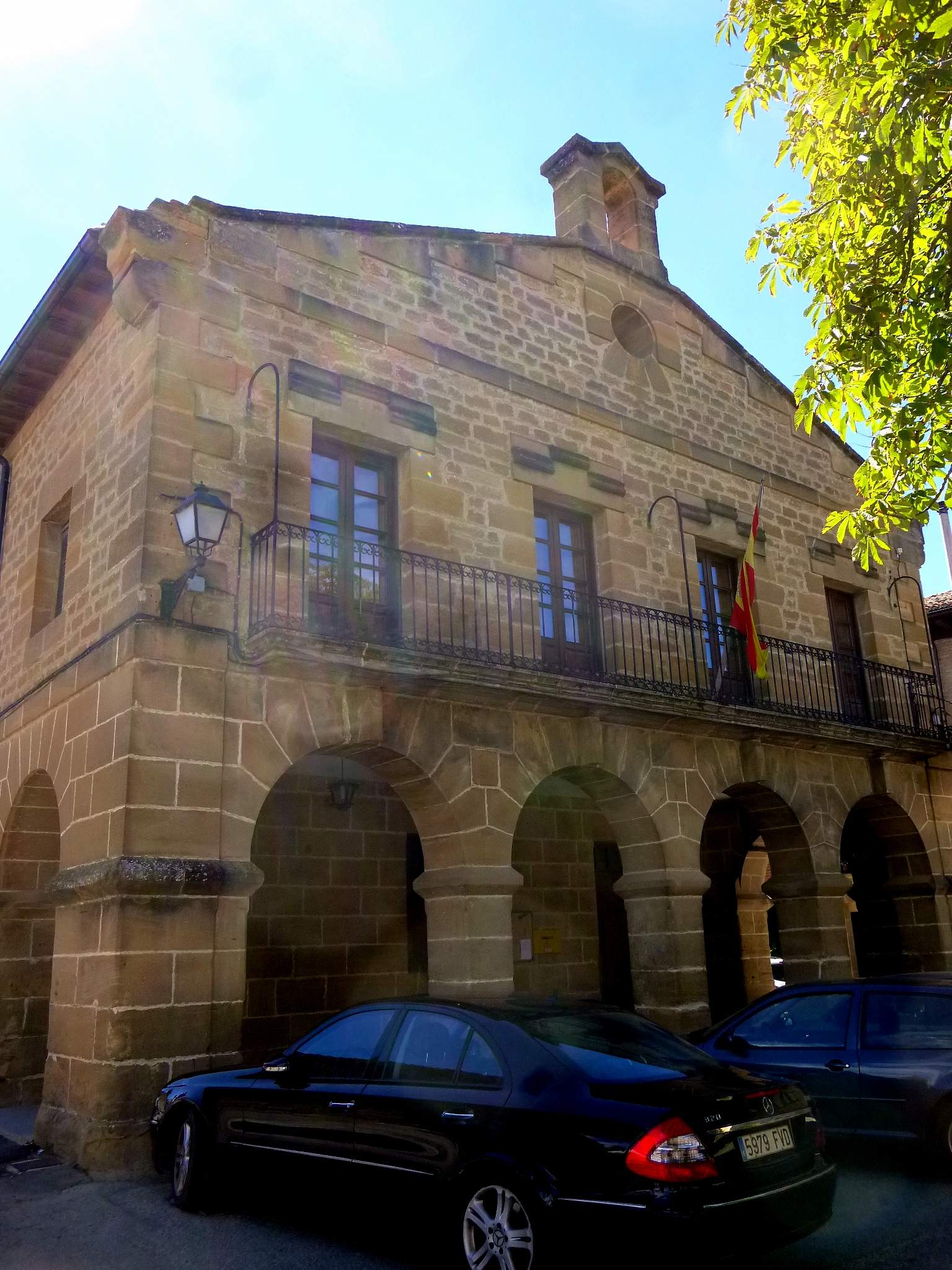
Ayuntamiento de Ollauri

| 1979-1983 | Vicente López-Davalillo Maleta                                              | Agrupación de electores |
| 1983-1987 | Miguel Martínez Palacios                                                    | PSOE                    |
| 1987-1991 | Miguel Martínez Palacios                                                    | PSOE                    |
| 1991-1995 | Miguel Martínez Palacios                                                    | PSOE                    |
| 1995-1999 | Mª Luisa Ruiz Nanclares                                                     | PSOE                    |
| 1999-2003 | Mª Luisa Ruiz Nanclares                                                     | PSOE                    |
| 2003-2007 | Mª Luisa Ruiz Nanclares                                                     | PSOE                    |
| 2007-2011 | Mª Luisa Ruiz Nanclares                                                     | PSOE                    |
| 2011-2015 | Mª Luisa Ruiz Nanclares                                                     | PSOE                    |
| 2015-2019 | Miguel Martínez Orbañanos                                                   | PSOE                    |
| 2019-2023 | Miguel Martínez Orbañanos                                                   | PSOE                    |
| 2023-act. | Miguel Martínez Orbañanos (Dimisión en 2024) / Lidia Martínez Arce (Actual) | PSOE                    |

## Economía

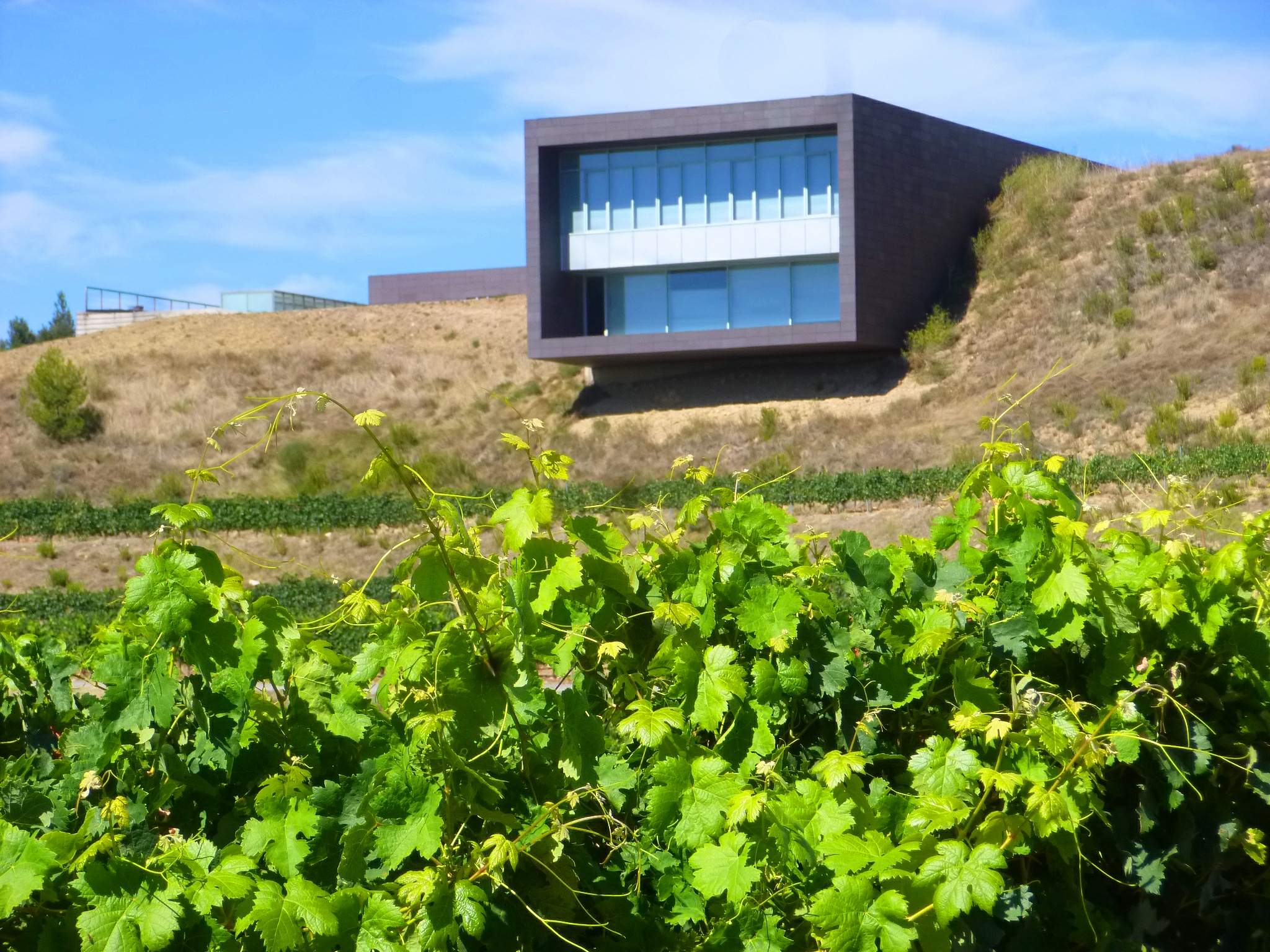
Bodegas Regalía de Ollauri-Marqués de Terán

### Evolución de la deuda viva
El concepto de deuda viva contempla sólo las deudas con cajas y bancos relativas a créditos financieros, valores de renta fija y préstamos o créditos transferidos a terceros, excluyéndose, por tanto, la deuda comercial.
| Gráfica de evolución de la deuda viva del ayuntamiento entre 2008 y 2022                             |
| |
| Deuda viva del ayuntamiento en miles de Euros según datos del Ministerio de Hacienda y Ad. Públicas. |

La deuda viva municipal por habitante en 2022 ascendía a 0,00 €.

## Comunicaciones
Se encuentra próximo a la nacional N-232 y a la autopista vasco-aragonesa.

## Servicios
- Tienda de Comestibles
- Farmacia
- Consultorio médico

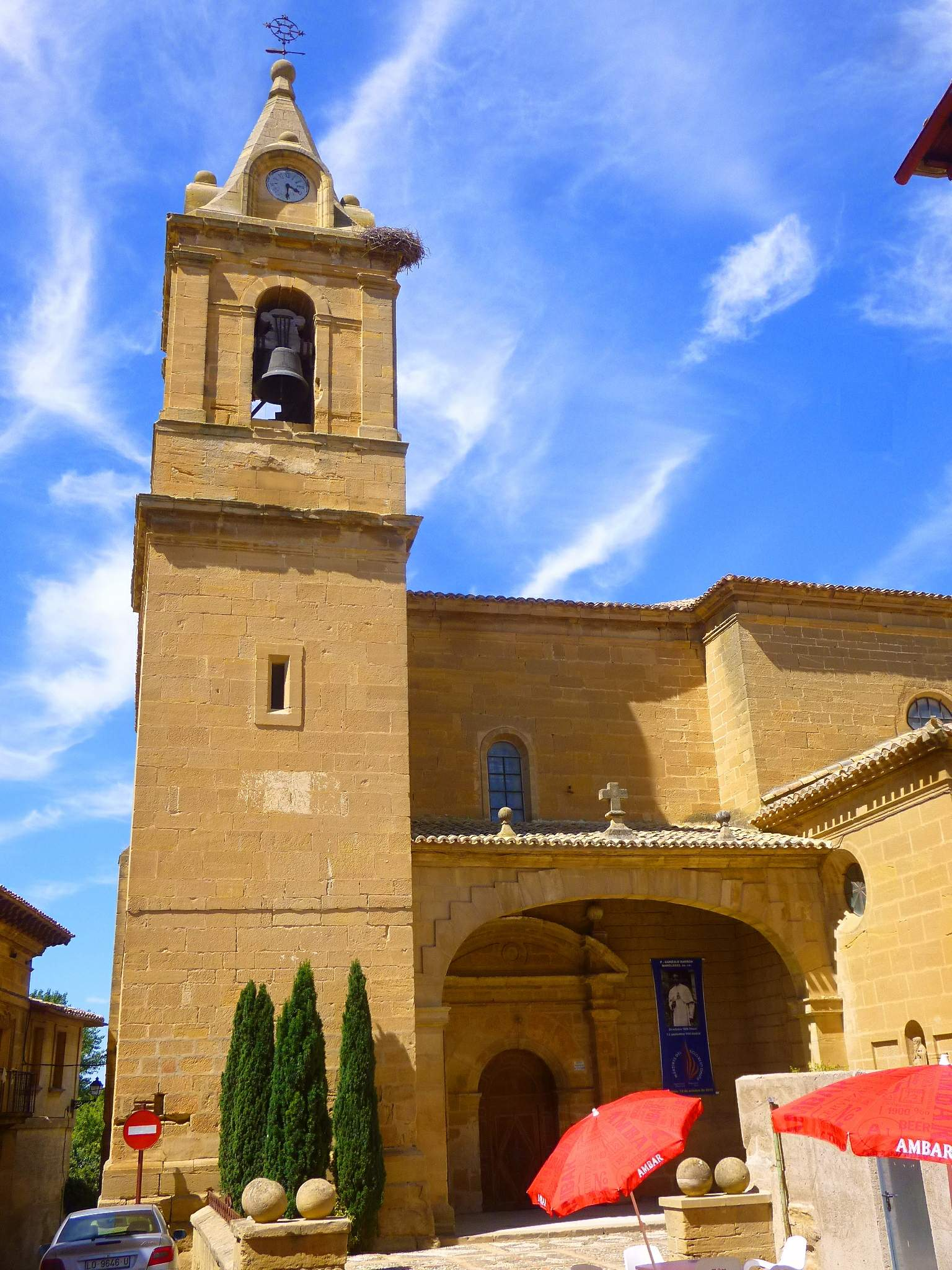
Iglesia parroquial de San Salvador

- Sucursal Bancaria (horario limitado)
- Dos restaurantes
- Dos bares
- Biblioteca municipal
- Colegio de Ed. Infantil y Primaria[9]

## Lugares de interés

### Edificios y monumentos

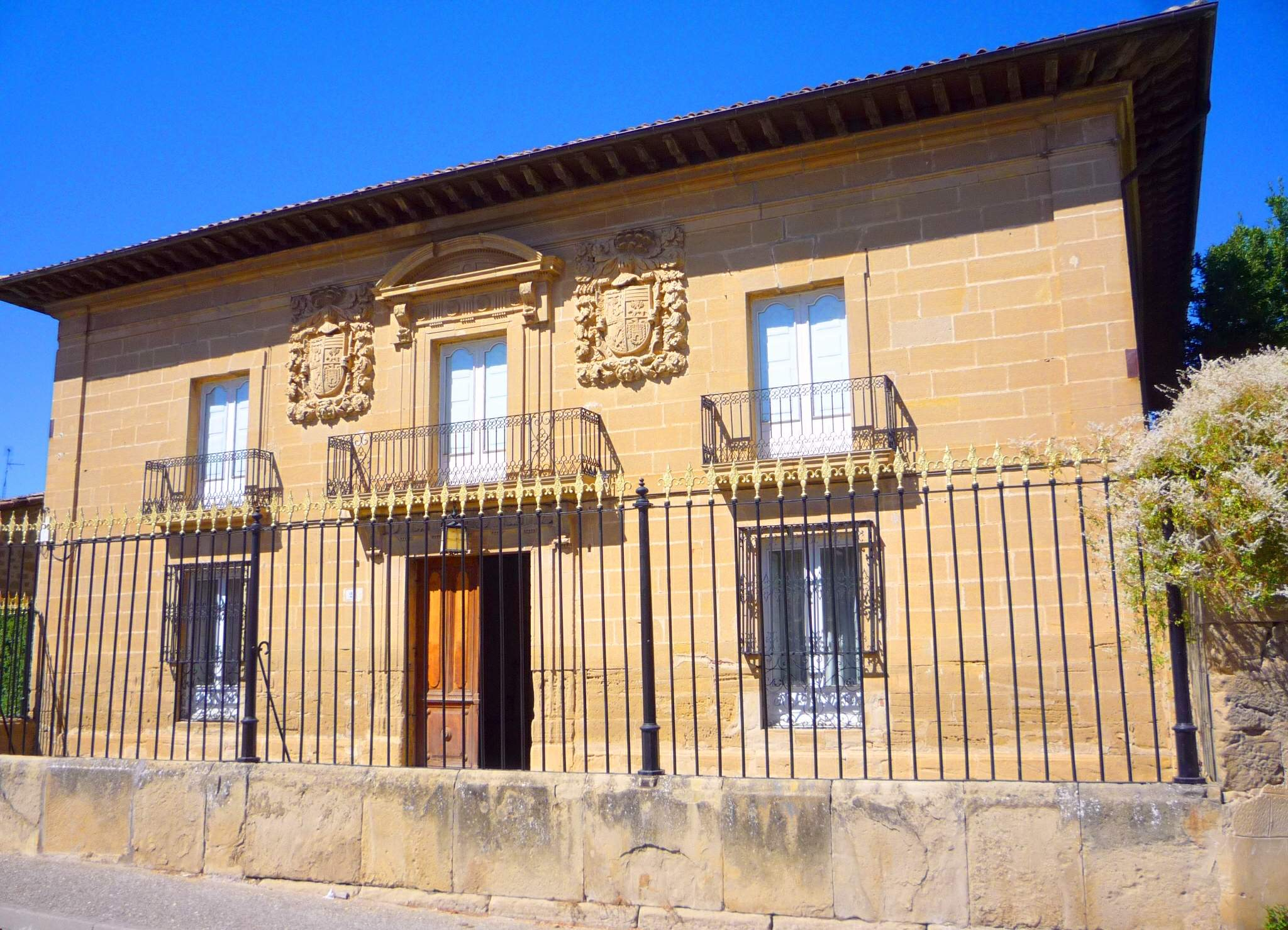
Palacio de los Marqueses de Terán.

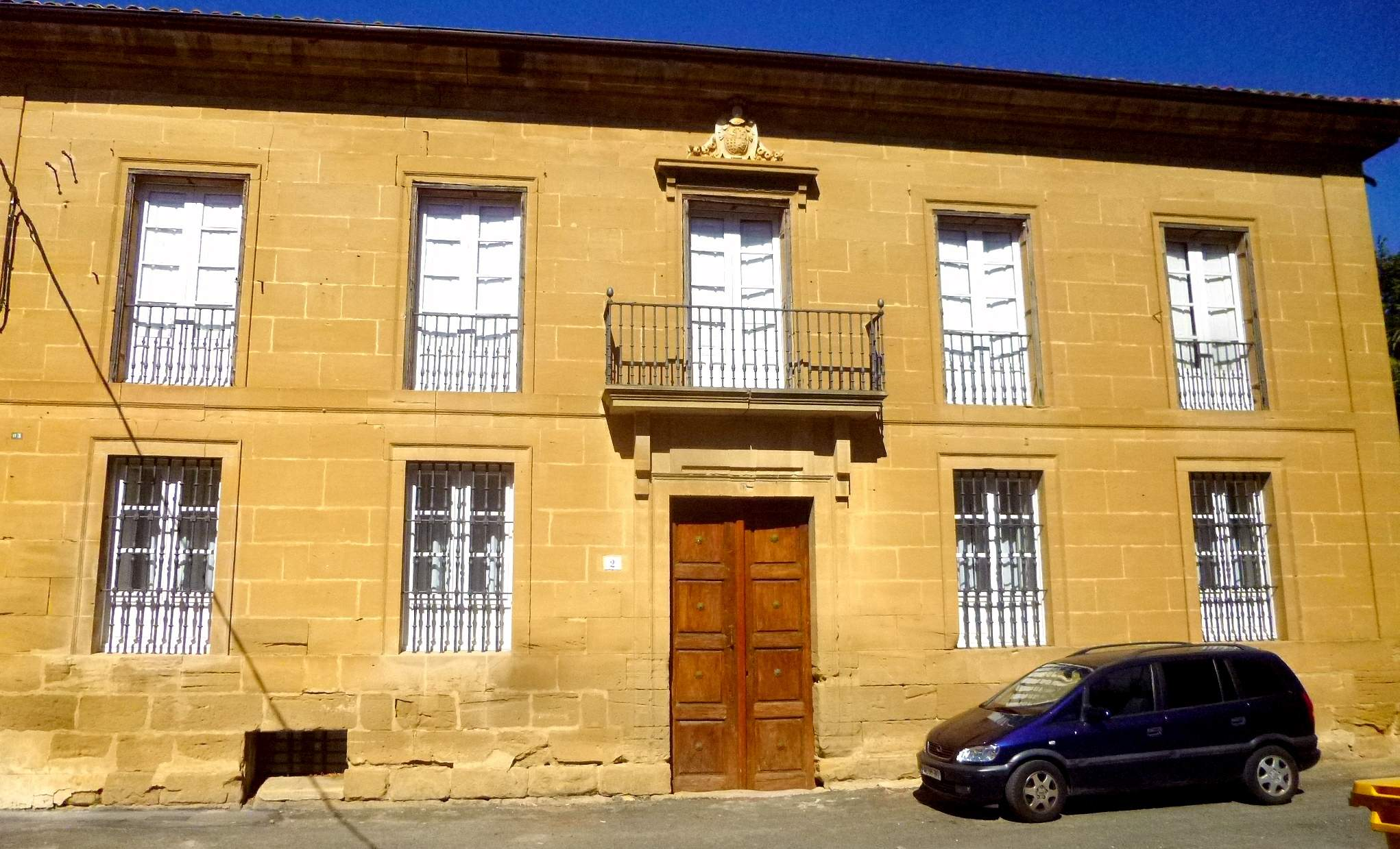
Palacio de Federico Paternina.

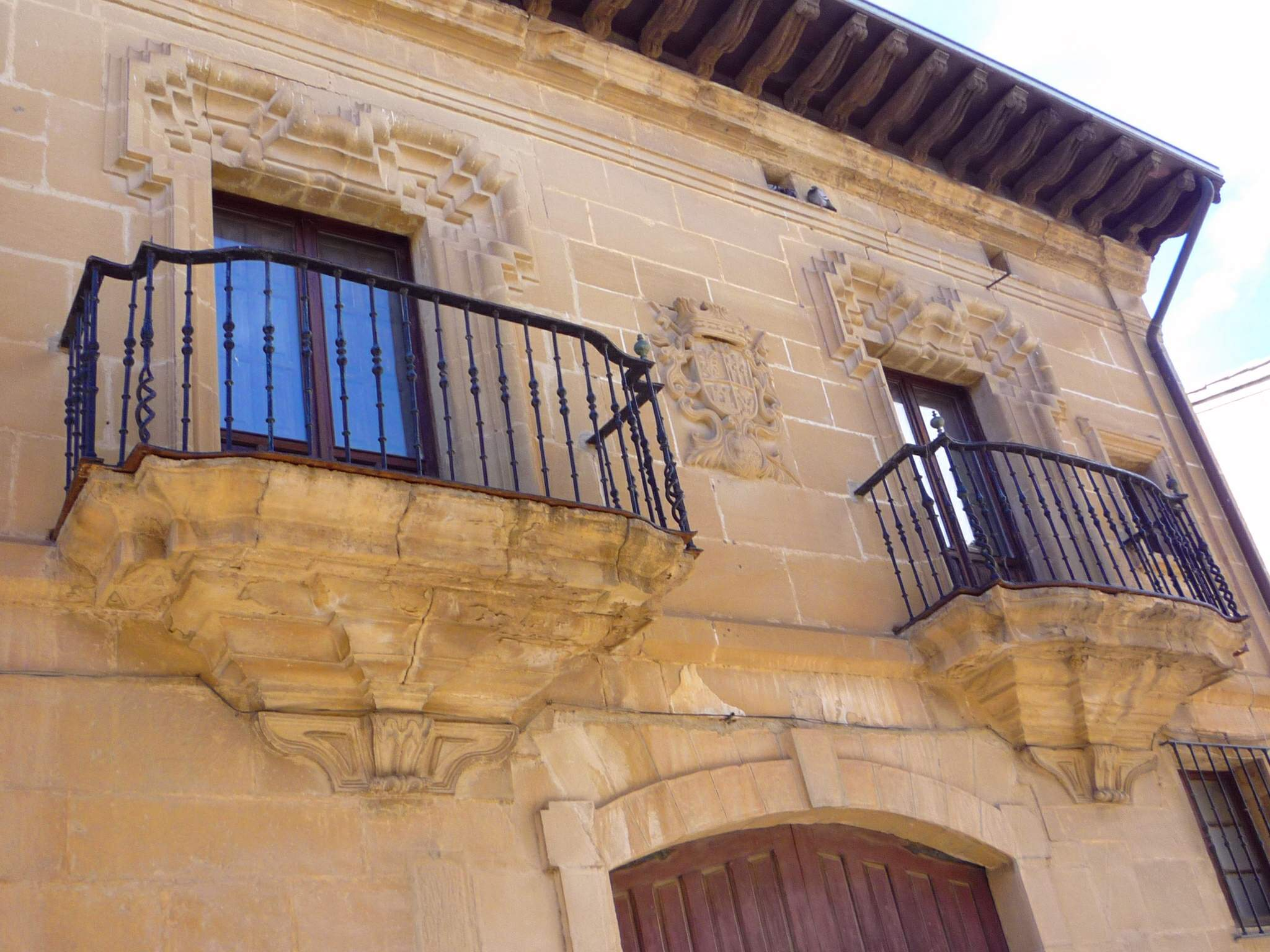
Palacio del Conde de Portalegre.

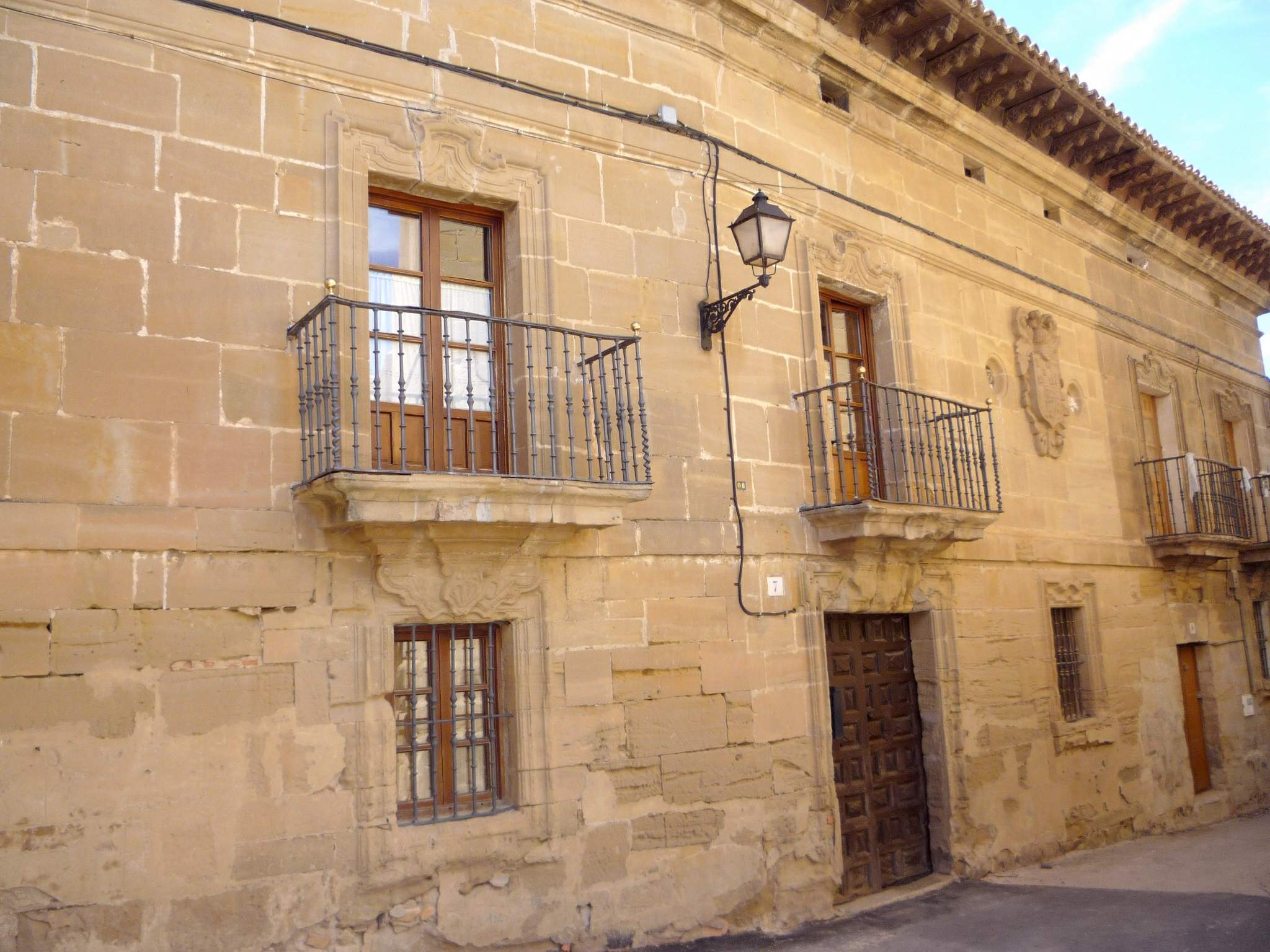
Palacio de Pobes.

- Iglesia Parroquial de San Salvador. De los siglos XVI al XVII.
- Palacio de los Marqueses de Terán. Del XVII.
- Palacio del Conde de Rodezno
- Palacio del Conde de Portalegre
- Palacio de Pobes
- Casa de D. Federico Paternina
- Ermita Santa Eulalia
- Ayuntamiento
- Parque de la Fuente del Caño

### Bodegas de prestigio
- Berberana desde 1877
- Beronia desde 1973
- Federico Paternina desde 1896
- Bodegas Regalía de Ollauri-Marqués de Terán desde 2004
- Bodegas Valenciso desde 1998
- Bodegas Martínez Palacios desde 1999
- Bodegas Concejo de Ollauri desde 2004
- Bodegas Ollauri - Conde de los Andes (continuación del legado de Bodegas Paternina)

## Fiestas locales
- 10 de diciembre, festividad de Santa Eulalia, patrona de la localidad.
- Último fin de semana de agosto: fiestas de "Gracias"
- El segundo fin de semana de septiembre se viene celebrando El Mercado de la Vendimia, con gran éxito.
- En febrero se dedica el mes al mundo del Vino.

## Personas notables
- Pobes, consejero de Hacienda en la corte de Carlos III
- Eduardo Groizard y Paternina, conde de Portalegre y destacado en las embajadas de España en Cuba e Italia
- Federico Paternina Josué y Miguel Martínez Berberana, fundadores de las bodegas que perpetúan sus respectivos apellidos
- Eduardo Paternina, marqués de Terán.